# Radio Scorpio
Radio Scorpio is een Leuvense radiozender. De naam verwijst naar de schorpioen in het logo, maar is ook een afkorting voor Socio-Culturele Organisatie voor Regionale Pluralistische Informatie-Overdracht. Overdag zendt het station non-stop alternatieve muziek uit, in de vooravond nieuws en cultuur en vanaf acht uur een rist gespecialiseerde muziekprogramma's. De zender is het oudste actieve onafhankelijke radiostation van België en draait uitsluitend op vrijwilligers. Alle programmamakers betalen een beperkte bijdrage en maken hiermee deel uit van de algemene vergadering. Samen met Radio Centraal (Antwerpen), Radio Katanga (tot eind 2017 in Aalst) en Klara is het een van de weinige Vlaamse FM-radiozenders zonder reclame.

## Geschiedenis
Na de stichtingsvergadering op 18 augustus 1979 zond Radio Scorpio op maandag 15 oktober 1979 voor de eerste keer uit vanaf een zolderkamer. Er werd toen nog uitgezonden op de frequentie 101 MHz met de zelf in elkaar geknutselde zendmast ‘The Tower Of Power I’. Die zender kreeg koelte toegewaaid door onder andere Jan Heymans (nu producer bij Radio 2), wanneer hij oververhit geraakte. De oprichters waren een handvol Leuvense studenten waaronder Marcel Heymans, Ugo Declerck en Guy Brulez. Een eigen radiozender werd door de grondleggers gezien als het perfecte medium om hun (linkse) mening te verspreiden. Dat deden ze eerder al door middel van pamfletten, krantenartikels en affiches, maar met deze zender wilden ze hun bereik uitbreiden. Ze noemden het radiostation ‘Radio Scorpio’ en verkregen vrijwel meteen een relatief groot publiek.
Na enkele maanden werd de eerste stap naar ‘professionalisering’ gezet met de verhuis naar ’t STUC, toen nog met C en op de campus van Sociale Wetenschappen. In dat prille begin werd er amper 1 uur per week uitgezonden op 102,50 MHz, maar eind december 1979 was dat al 74 uur per week. Dat gebeurde echter nog steeds illegaal en enkele maanden later zou Radio Scorpio dan ook de toenmalige Rijkswacht over de vloer krijgen. Dat gebeurde op de dag na carnaval (18 februari) in 1980. De Rijkswacht kwam naar verluidt aanvankelijk om de zender in beslag te nemen, maar de medewerkers gooiden roet in het eten. Wanneer de politie voor de deur stond werd door de radiomakers een vooraf opgenomen ‘noodcassette’ gestart, waardoor een continue oproep voor hulp te horen was. Een half uur later stond er een grote groep studenten om de deur te blokkeren. Uiteindelijk kwamen de onderzoeksrechter, de vicerector en de medewerkers van Radio Scorpio tot een compromis; de zender zou worden verzegeld, maar het studiomateriaal werd niet in beslag genomen. Later zou een proces volgen dat de beheerders van Radio Scorpio zou opzadelen met een zware boete.
Na deze actie van de toenmalige B.O.B riepen de Scorpio-medewerkers op tot een betoging op 27 februari 1980. Naar hun mening waren ze onterecht uit de ether gehaald en wilden ze koste wat kost hun radio-uitzendingen verder zetten. Ze wilden, solidair met alle vrije en illegale radio’s uit België, deze acties verder zetten en op die manier pleiten voor een legalisering van hun zenders. Een prominent punt in deze campagne was de vrijheid van meningsuiting. De betogers vonden dat hun recht op die meningsuiting geschonden was door de actie van de toenmalige Rijkswacht.
Deze betoging ging niet onopgemerkt voorbij, de toenmalige BRT vermeldde de heftige protestactie in zijn journaal. Uit deze beelden blijkt, naast de grote opkomst, dat de actie niet vredelievend onthaald werd door de politie. In het fragment zien we ook onder andere Hugo Declerck die Scorpio en andere vrije radio’s verdedigde.
Vervolgens kregen de medewerkers van Scorpio een gastprogramma op de Brusselse Radio Plus en Radio Louvain La Neuve. Maar daarnaast zond Radio Scorpio een paar dagen later alweer illegaal uit van op de slaapkamer van een van de medewerkers. In 1981 laaide het debat over de vrije radio’s weer op en kregen ze in hun studio bezoek van de (toen nog) BRT.
Naast de strijd met de Belgische Staat vond in deze periode ook een interne strijd plaats, aangezien een deel van de medewerkers opteerde om toch reclame uit te zenden, wat tegen de beginprincipes van de radio was. Dat leidde uiteindelijk tot een afsplitsing van de commercieel-gezinden naar Radio Sinjaal.
Gedurende de volgende jaren ging het debat rond de vrije radio’s verder. In een reportage van het BRT-programma Panorama over het feit of niet-journalisten ook nieuws mochten brengen, zien we Hugo Declerck debatteren voor de vrije radio. In het fragment stelt professor Luk Boone van de Katholieke Universiteit Leuven dat het verboden zou moeten zijn voor niet-journalisten om nieuws te brengen. Volgens hem is de journalistiek een vak waar eerst een opleiding voor moet gevolgd worden.
Het zou nog tot 19 augustus 1985 duren voor de zender gelegaliseerd werd. In het staatsblad van 12 september 1985 werden naast Scorpio ook Radio Sinjaal, Radio Bond, VRL en Radio Aktief in de regio Leuven erkend. Daarbij werd ook de frequentie vastgelegd die tot op heden nog steeds gebruikt wordt, namelijk 106.0 MHz.
In 1988 komt de radio opnieuw onder de aandacht door de groei van commerciële lokale radio’s. Volgens de Scorpio-medewerkers (op dat moment onder andere Bruno Wyndaele) waren die de naam lokale radio niet waard aangezien zij hetzelfde aanbieden wat betreft muziek, reclame en informatie als de nationale zenders. Er bestond op dat moment ook onduidelijkheid over de regelgeving en er werd dan ook een oproep gedaan voor verduidelijking.
Eind 1998 was de zender genoodzaakt te verhuizen door de renovatie van de huidige studio in het STUK. Ze kregen uiteindelijk behuizing in de gebouwen van de overkoepelende studentenvereniging LOKO in de ‘Smeiersstraat. Deze verhuiswerken, die ook een verplaatsing van de zendmast naar de Sint-Pieter’s Kliniek met zich meebracht, veroorzaakte een heleboel kosten. Daarnaast wisten de verantwoordelijken van de radio niet dat voor een verhuis van een zendmast ook een nieuwe uitzendvergunning moest aangevraagd worden. Hierdoor kwam de radio in een benarde financiële situatie terecht en werden ze genoodzaakt hun uitzendingen 2 jaar lang te staken. Op 11 februari 2002 werd dan opnieuw gestart met een nieuwe programmatie. Die zou een non-stop muzieklijst bevatten tot 18u, waarna nieuws en redactionele programma’s duiding zouden brengen en vanaf 22u zou dan het ‘dansgedeelte’ van de radio in de ether gestuurd worden.
Op de nacht van 1 op 2 januari 2004 volgde dan opnieuw een tegenslag voor de zender. Tijdens die nacht hadden inbrekers de hele studio leeggeroofd. Vreemd bleek dat de dieven geen monitors of speakers meenamen, maar wel het hele computerarchief sinds de heropstart van de zender. Vele tijdloze reportages die de examenperiode zouden vergemakkelijken gingen verloren en ook uitzenden was onmogelijk. Radio 1 snelde te hulp en gaf heel wat materiaal in bruikleen waardoor de zender verder kon.
In 2005 werd dan, officieel door communicatiemisverstanden, opnieuw verhuisd naar de huidige studio in het STUK in de Naamsestraat 96. Deze twee verplichte verplaatsingen op 7 jaar tijd, wat steeds een opbouw van een nieuwe studio met zich meebracht, zorgde voor een heleboel kosten. Ten gevolge hiervan had de zender in totaal 15000 euro schulden, waarvan het grootste deel aan verhuisbedrijven. Later dat jaar volgde dan ook een grootscheepse benefietactie om de financiële situatie te verbeteren. Deze benefietactie bevatte verschillende evenementen om geld in het laatje te krijgen. Eerst en vooral was er een exclusief Belgisch concert van Scraps of Tape, een Zweedse band, een Scorpio-Labo op het Stuk Eindfeest, een Scorpio-buffet en een eBay veiling. Deze veiling bevatte originele werken van Rudy Trouvé, Kim Duchateau en Bart Schoofs, een aantal uren radiotijd werden geveild, maar ook het meubilair van het glazen huis van de Music For Life actie van Studio Brussel werd ten voordele van de radio geveild.

## 30 jaar Scorpio
Op 17 oktober 2009 werd het 30-jarige bestaan van de zender uitgebreid gevierd. Tijdens dat festijn werd, naast optredens en een tentoonstelling, ook een modeshow georganiseerd met de medewerkers als model en de muziekscene van de voorbije 30 jaar als leidraad. Een grote sprong voorwaarts voor de zender was daarnaast de lancering van de livestream, zodat vanaf dan ook buiten Leuven kon geluisterd worden naar de zender.

## Iconen
Verscheidene Belgische tv- en radiopersoonlijkheden begonnen hun carrière bij Scorpio, zoals Jan Hautekiet (Radio 1), Tom De Cock (MNM), Bruno Wyndaele (Eén), André Vermeulen (Eén), Kristien Maes (Studio Brussel en Ketnet), Marc Pinte (Radio 2), Luc Tirez en Adriaan Van den Hoof (acteur).
Het allereerste programma rond alternatieve independent music startte in november 1979, Novo genaamd, door Paul Van Kerckhove en Gust De Meyer (Communicatiewetenschappen, KU Leuven).